# Beatriz Suárez Moncada
Silvia Beatriz Suárez Moncada (Callao, 2 de septiembre de 1945) es una docente y fotógrafa peruana. Es considerada la primera reportera gráfica del Perú, habiendo empezado a ejercer su oficio desde la década de los setenta —época en que conoce y empieza a involucrarse con el movimiento feminista peruano—, hasta la década de 1990.

## Carrera
Beatriz Suárez Moncada empieza a hacer fotografía de prensa por influencia de su esposo, el periodista Nilo Espinoza, quien la impulsa a practicar en laboratorio a inicios de la década de los setenta. Posteriormente, empieza a practicar la fotografía. En el año de 1973, presencia de manera casual un accidente de transporte público el cual registra con su cámara fotográfica. Esas imágenes fueron vendidas al diario La Prensa de Lima en donde el titular de la crónica, que fue portada, no se refería al accidente, sino al registro de la fotografía en sí: “Ha nacido una reportera gráfica”.
A pesar de la desconfianza de sus colegas varones, quienes frecuentemente bromeaban de ella, siguió trabajando en diversos medios de prensa, cubriendo las primeras marchas feministas realizadas en la ciudad de Lima. En 1974 es aceptada en la Asociación de Reporteros Gráficos del Perú.

Entre 1974 y 1976, desarrolló junto a su esposo un proyecto denominado "Crónicas de cartón", en donde escribían y fotografiaban a diversos personajes de la cultura popular peruana, tales como Joaquín López Antay, Primitivo Evanán Poma o Jesús Urbano. Esta práctica desarrolla un estilo que se verá más adelante en sus trabajos retratísticos. Por aquellas épocas, Beatriz conoce el movimiento feminista, uniéndose a las marchas de los colectivos que reclamaban la erradicación de la violencia contra la mujer o la legalización del aborto. Esto la llevó a padecer cierta violencia, como cuando los familiares de unos policías acusados de violación casi la lanzan por las escaleras del Palacio de Justicia para evitar que ella les tomara fotografías:
"Muchas veces fui golpeada y encarcelada solo por tomar fotos de manifestaciones callejeras"
Debido a las exigencias de su trabajo, en ocasiones se vio en la necesidad de tener que llevar a su hijo menor a las comisiones de trabajo para cumplir su labor de reportera gráfica.
En la década de los ochenta, empezó a trabajar en Caballo Rojo, una revista del Diario de Marka", reconocido como uno de los espacios culturales más importantes de la época y dirigido por el reconocido poeta Antonio Cisneros. En este lugar conoce y retrata a diversos personajes de la vida cultural limeña.  Asimismo, su mirada presta atención a la escena política nacional, dedicándose a retratar a diversos personajes de la misma como Manuel Ulloa Elías, Hugo Blanco o Alfonso Barrantes Lingán, y a cubrir diversos eventos como el "Miss Universo en el Perú", suceso que condujo a una intensa respuesta desde el movimiento feminista peruano. De la misma manera, cubrió varias manifestaciones, mítines y huelgas de los colectivos civiles, campesinos y obreros.
Cabe resaltar que, a inicios de la década de los noventa, decide retirarse de la fotografía periodística y realiza estudios en la Escuela de Historia de la Universidad Nacional Mayor de San Marcos, incluyendo una maestría, entre los años 1992 y 2002. En ese mismo espacio académico, se ha desempeñado como ayudante de cátedra en la Escuela de Historia, en los cursos de Historia del Perú Colonial; en Filosofía de la Historia; en el Seminario de Investigación Histórica y en el Curso de Historia de Género (1995-2005). Asimismo, ha sido consultora en Asuntos Históricos del Instituto Nacional de Cultura del Callao (2003-2007). Ha sido profesora de Historia de la Cultura Peruana en la Facultad de Ciencias de la Comunicación de la Universidad Alas Peruanas (2007-2011).